# Duveholms herrgård

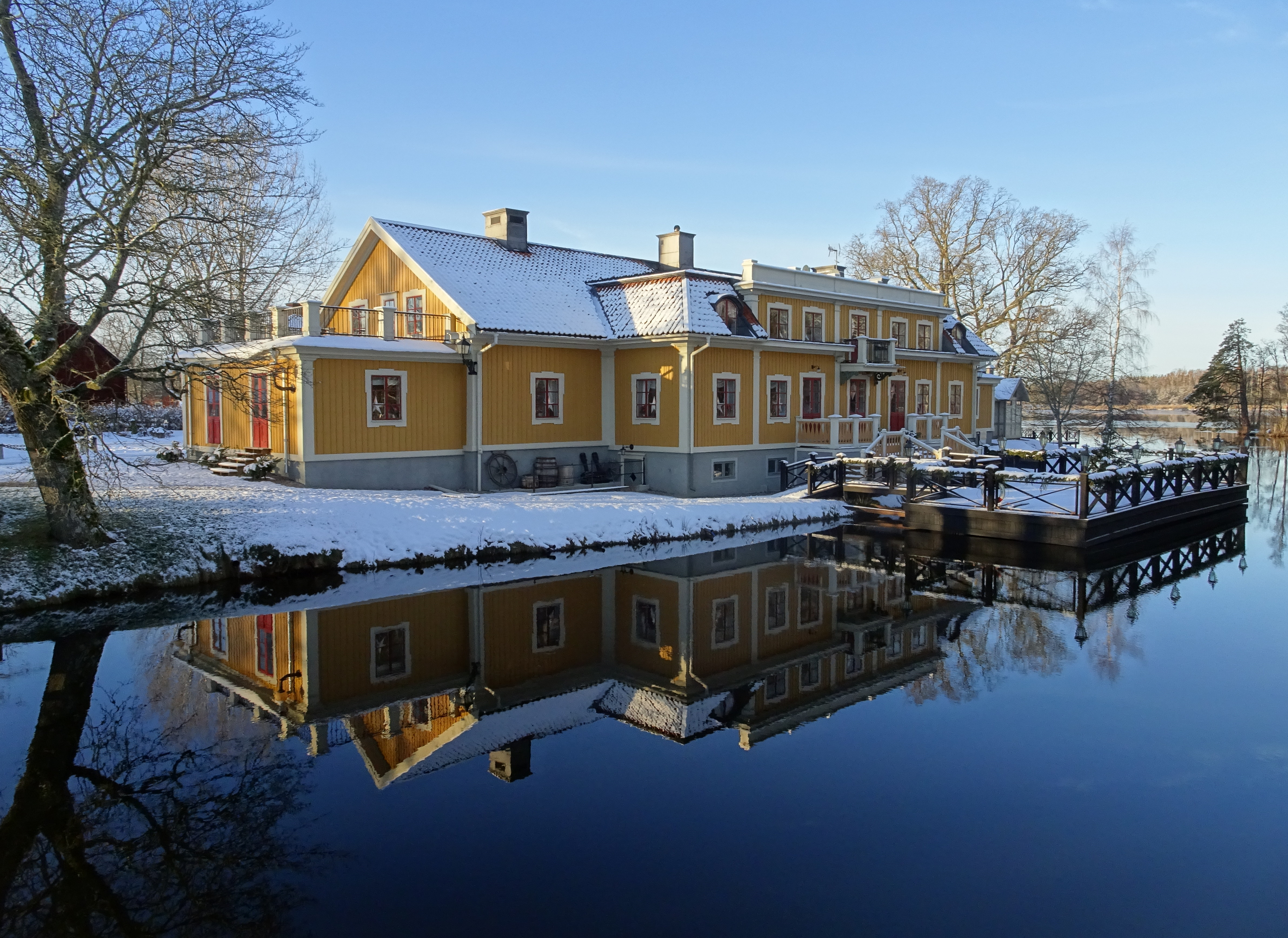
Duveholms huvudbyggnad december 2017.

Duveholms herrgård (äldre stavning Dufweholm eller Dufveholm) är en herrgård och ett tidigare säteri i Stora Malms socken strax söder om Katrineholm i Södermanlands län. Det första säteriet bildades 1484 under namnet Stenstorp. Gårdens bebyggelse, som ligger mitt emellan Duveholmssjön och Djulösjön, drivs idag som konferens- och hotellanläggning.

## Historik

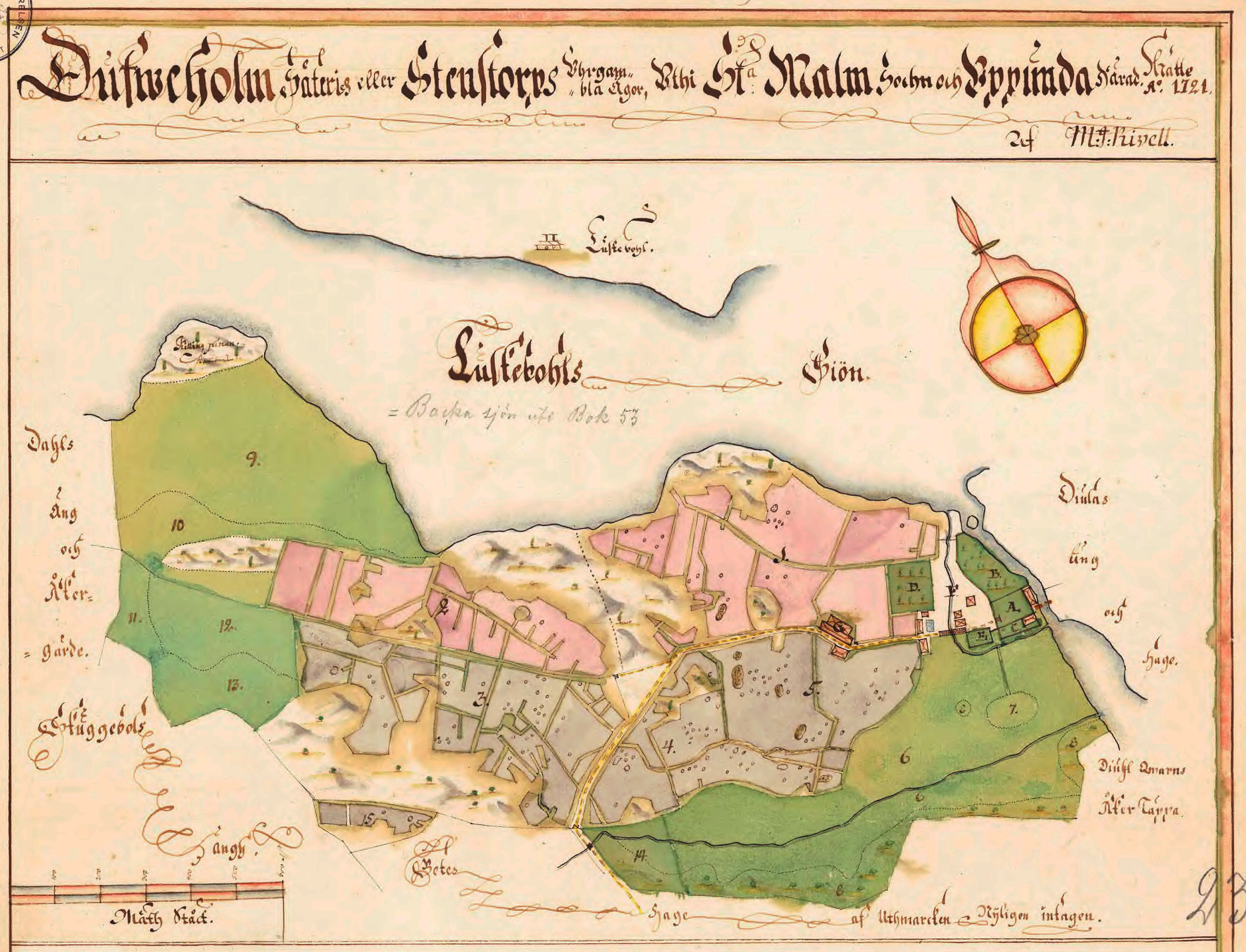
Dufweholms ägor 1721.

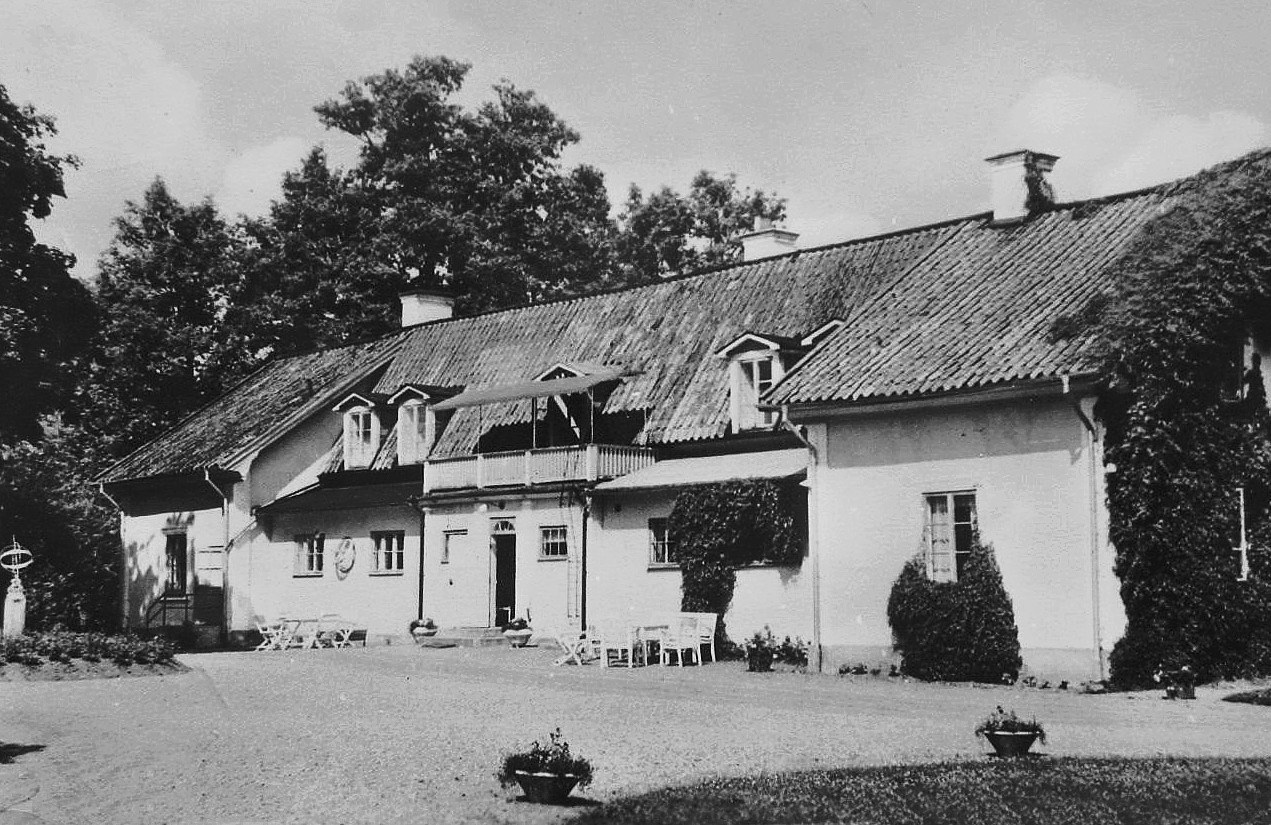
Duveholms huvudbyggnad på 1940-talet.

I tidiga handlingar kallas Duveholm även Stenstorp. År 1485 omnämns en Jönis Geet i Diula som säljer mark i Jönåkers härad för att förvärva två gårdar, kallade Stenstorp. Han gör dem till sin sätesgård. Med Diula avses Stora Djulö som ligger ungefär 1,3 kilometer öster om Duveholm och vars ägor gränsade till varandra. Jönis Geet var således Duveholms förste ägare. På 1550-talet var Arvid Claesson Uggla den störste delägaren på Stora Djulö och Duveholm. 
Den första ståndsmässiga mangården uppfördes 1622 för Johan Dufva (död 1644), sedermera landshövding över delar av Österbottens län i Finland. Hans dotter Brita ärvde gården och troligen var det hon som döpte egendomen till Dufveholm för att hedra sin far. Brita Dufva gifte sig sedan med den då 75-årige generalmajoren Johan Fitinghoff. Han blev 105 år gammal och dog 1685 på Broby gård.
År 1721 omnämns Dufweholm som säteri bebyggt av två hela frälsehemman, kallade Stenstorp och belägna på Stora eller västra Diuhla.  Då var Erik Jöran Fitinghoff ägare till Duveholm sedan han köpt gården av Henrik Rehbinder vilken förvärvade Duveholm 1674. 
På en karta upprättad 1721 av lantmätaren Mårten Johan Rivell syns gårdens ägor. Fitinghoff ägde sedan tidigare även Stora Djulö. 1803 innehades både Duveholm och Stora Djulö av hovmarskalken Carl Carlsson Uggla. I nära trettio år drev Carl med hustru Margareta Charlotta, född Flemming, Duveholm och Djulö men paret var mest bosatt på Djulö. 
År 1851 blev Fredrik von Post ägare och 1893 dennes dotter Augusta von Post, sedermera gift med friherre Carl Fredrik Manderström. 1917 tillträdde källarmästaren Leonard Linden som ägare som även drev järnvägsrestaurangen i Katrineholm.

## Duveholm blir pensionat
Mellan 1921 och 1944 ägdes gården av Astrid och Gösta Svinhufvud som inrättade ett pensionat i huset. Gården kallades Dufweholms Herrgårdshem. Pensionatsrörelsen drevs vidare av källarmästare Ivar Oscarsson och hustru Ester som köpte Dufweholm 1944.  
De innehade gården, nu kallad Herrgårdspensionat, i nästan femtio år och 1985 övertogs stället av deras barn Dagmar, Märta och Ulrika som 1993 sålde till nuvarande ägarna, familjen Åström. Bakom Duveholms herrgård står företaget Svenska Kulturpärlor som även äger Gripsholms värdshus i Mariefred, Södertuna slott i Gnesta och Pelles lusthus i Nyköping.

Huvudbyggnad och interiör
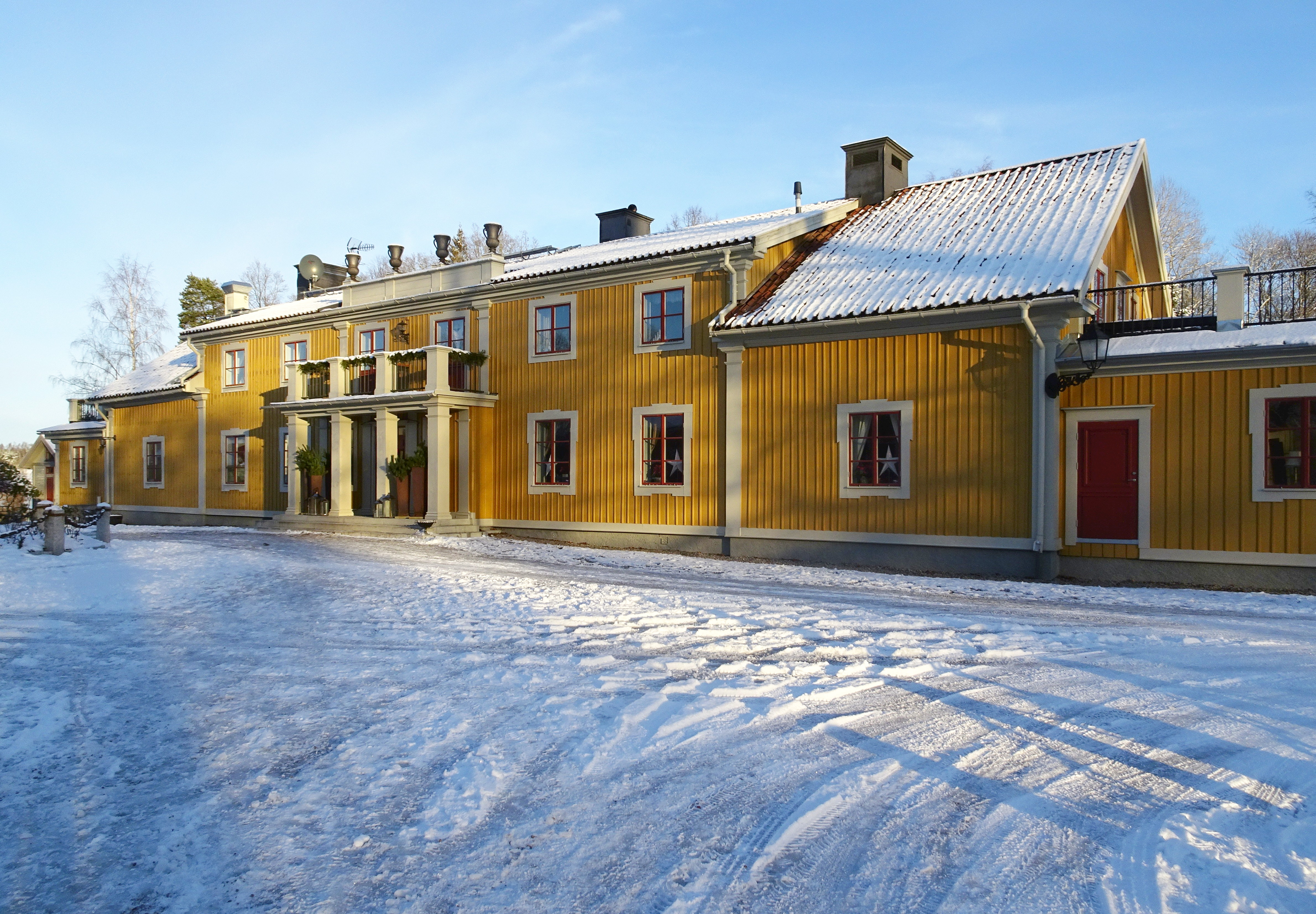
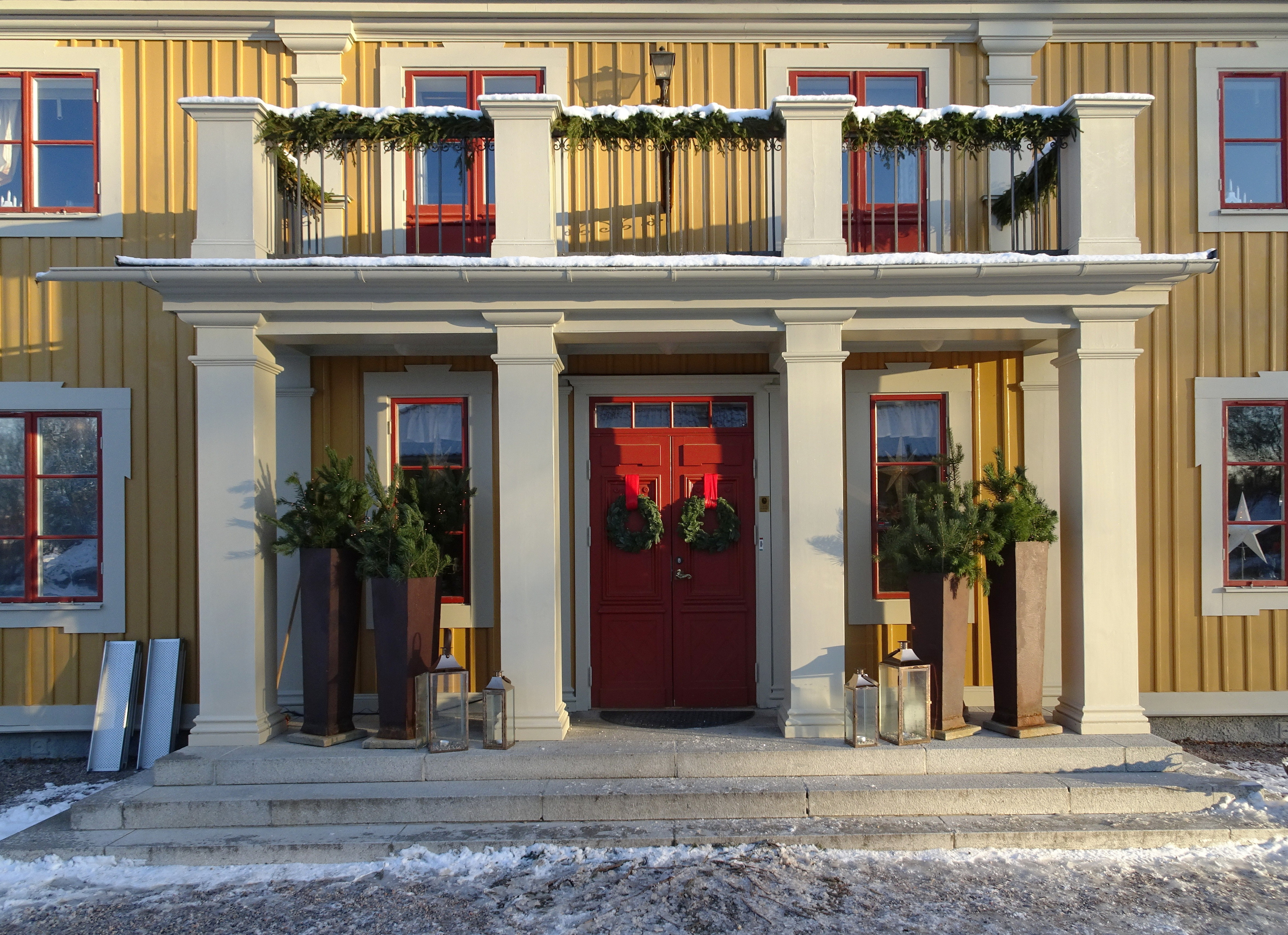
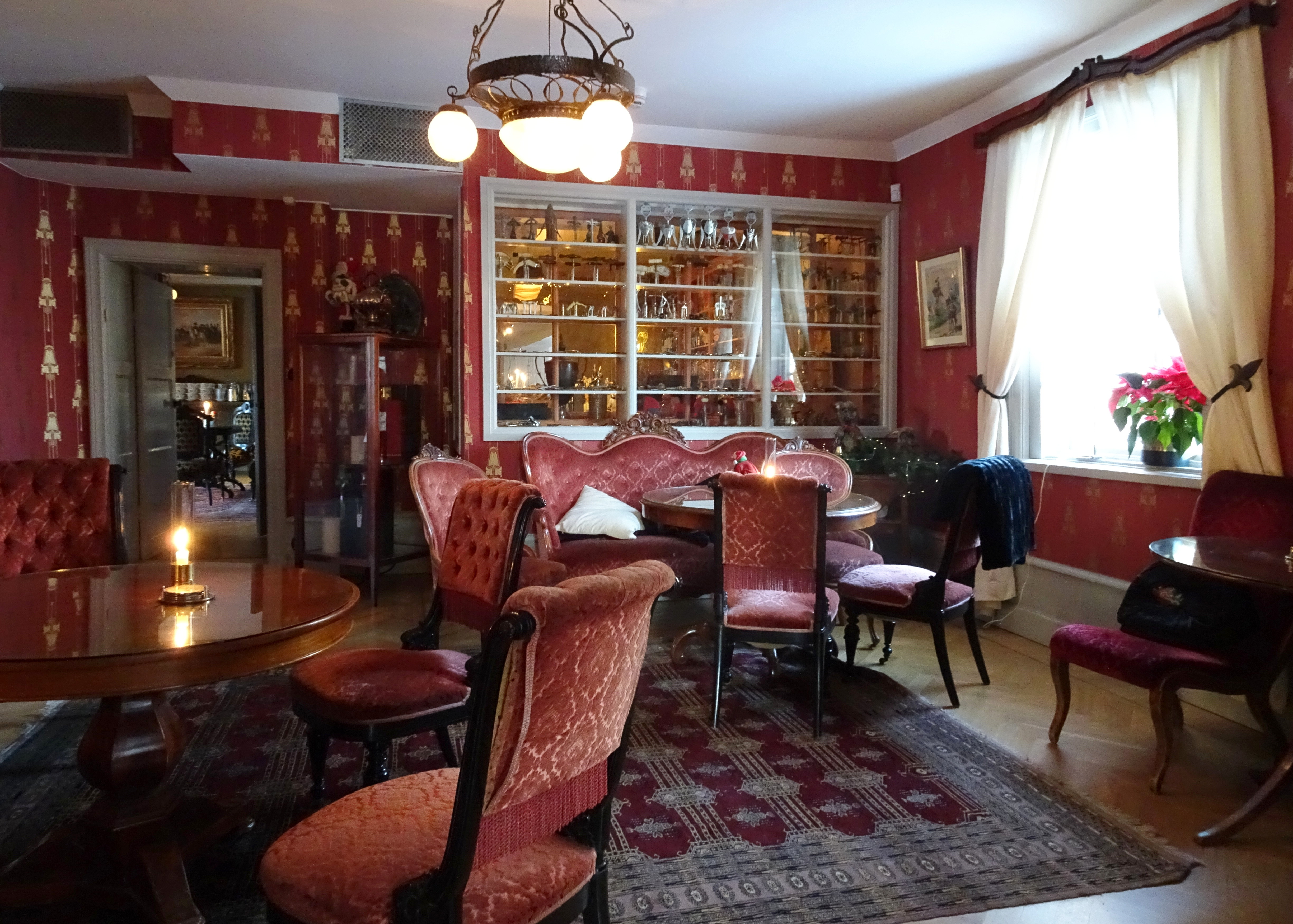
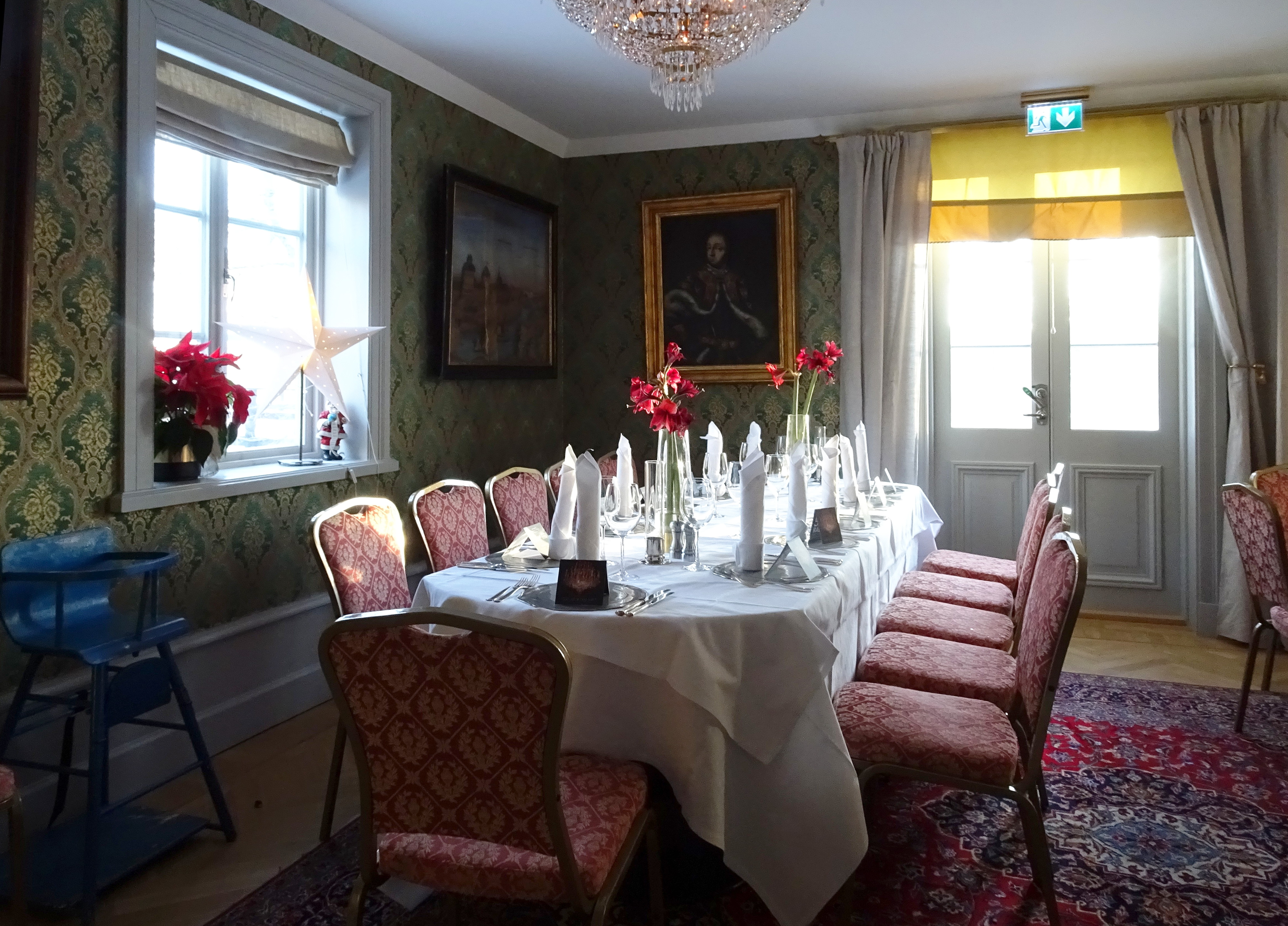

## Gårdsbebyggelsen och museum
Corps de logi är ett trähus troligen från 1700-talet. Östra fasaden står intill kanalen som förbinder Duveholmssjön och Djulösjön.  Huvudbyggnaden har blivit om- och tillbyggd vid ett flertal tillfällen, bland annat har mittdelen höjds med en våning och förlängs mot norr och söder. Mittemot stå den så kallade Kristinaflygeln, en envåningsbyggnad med säteritak. Husen har idag ett enhetligt utseende med fasader i gulmålad panel och detaljer i vit kulör. 
Bland den äldre bebyggelsen märks rödmålade ekonomibyggnader väster om huvudbyggnaden som numera nyttjas som museum. Nära huvudbyggnaden och vid stranden återfinns gårdens lusthus med väggmålningar utförda av Albert Engström, Carl Larsson och Anders Zorn.
På Duveholm finns ett gårdsmuseum och en 100-årig lanthandel med en av Sveriges största samlingar av emalj- och plåtskyltar. Gårdsmuseet är inrett med frisersalong, tryckeri, skomakeri och apotek samt ett allmogehem.

Gårdsbebyggelsen och museum
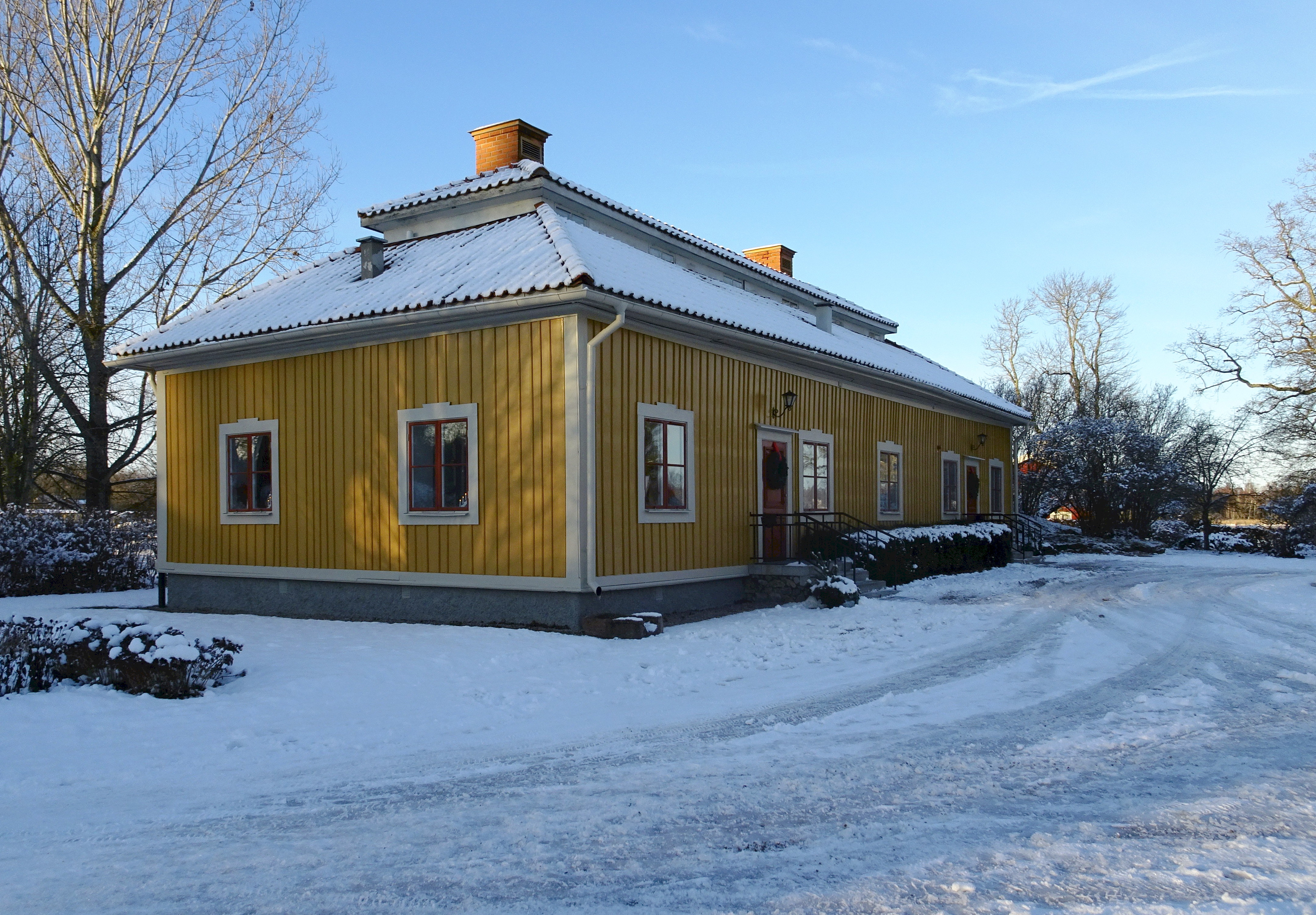
Kristinaflygeln
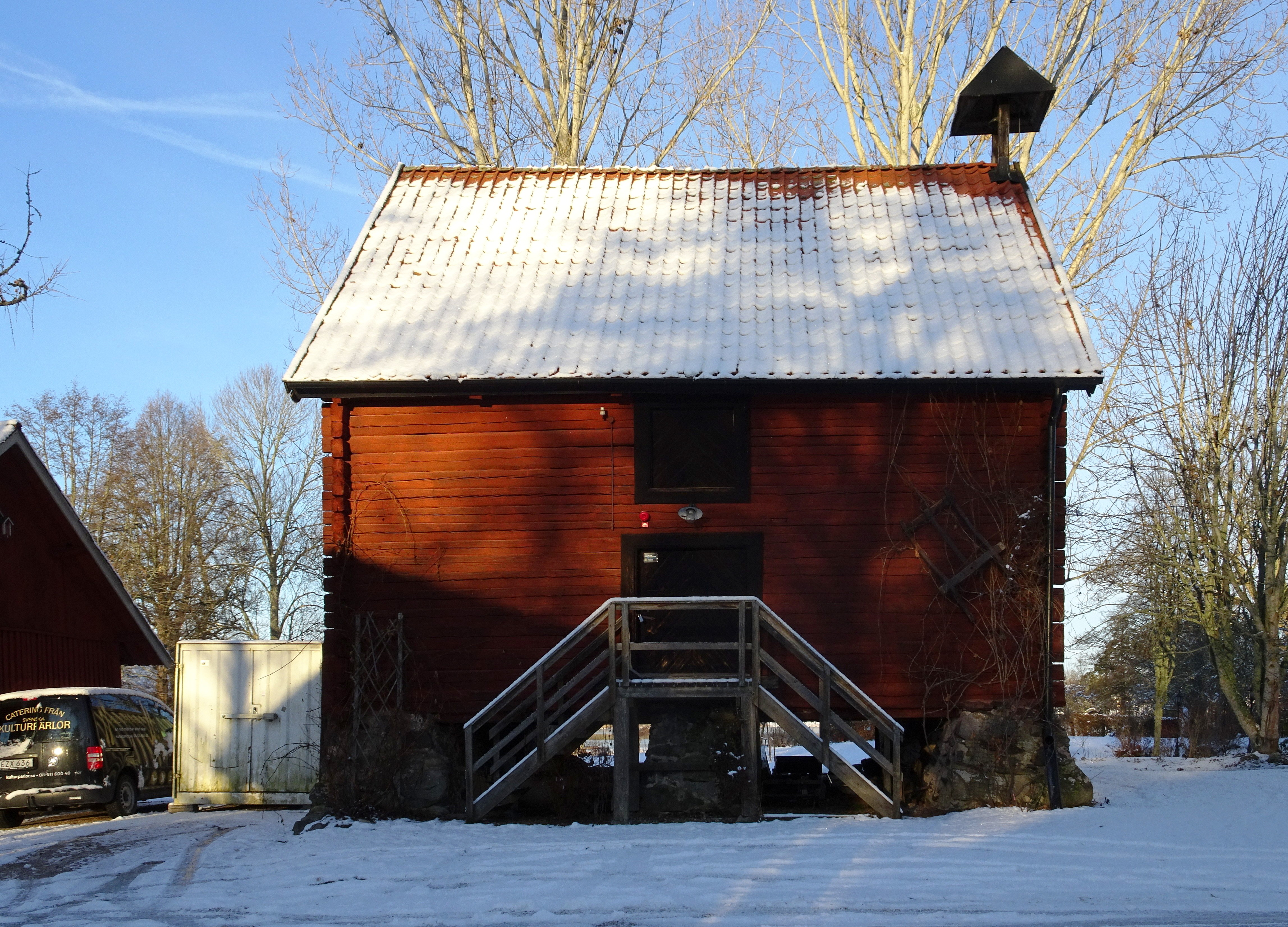
Magasin
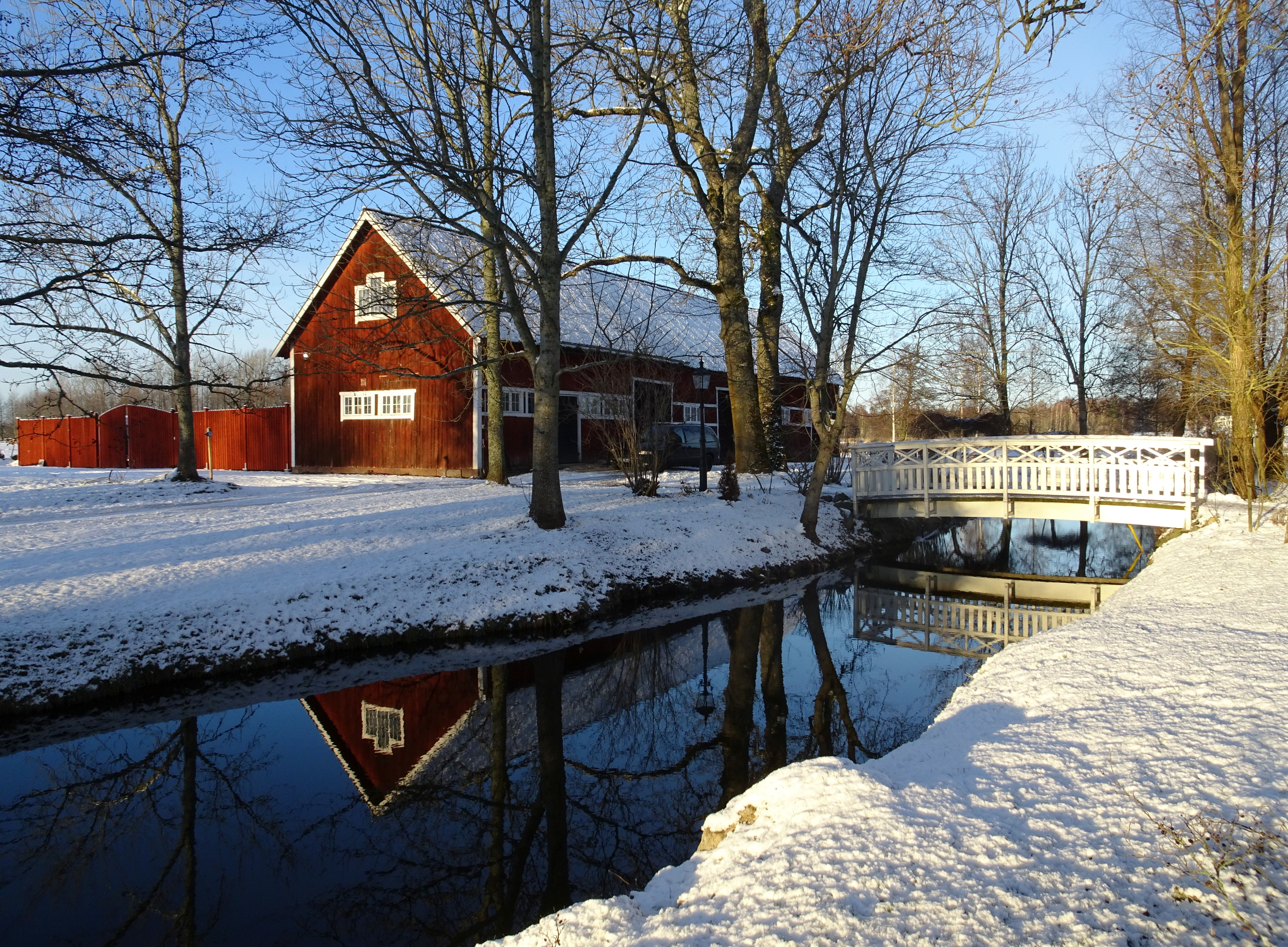
Ekonomibyggnad
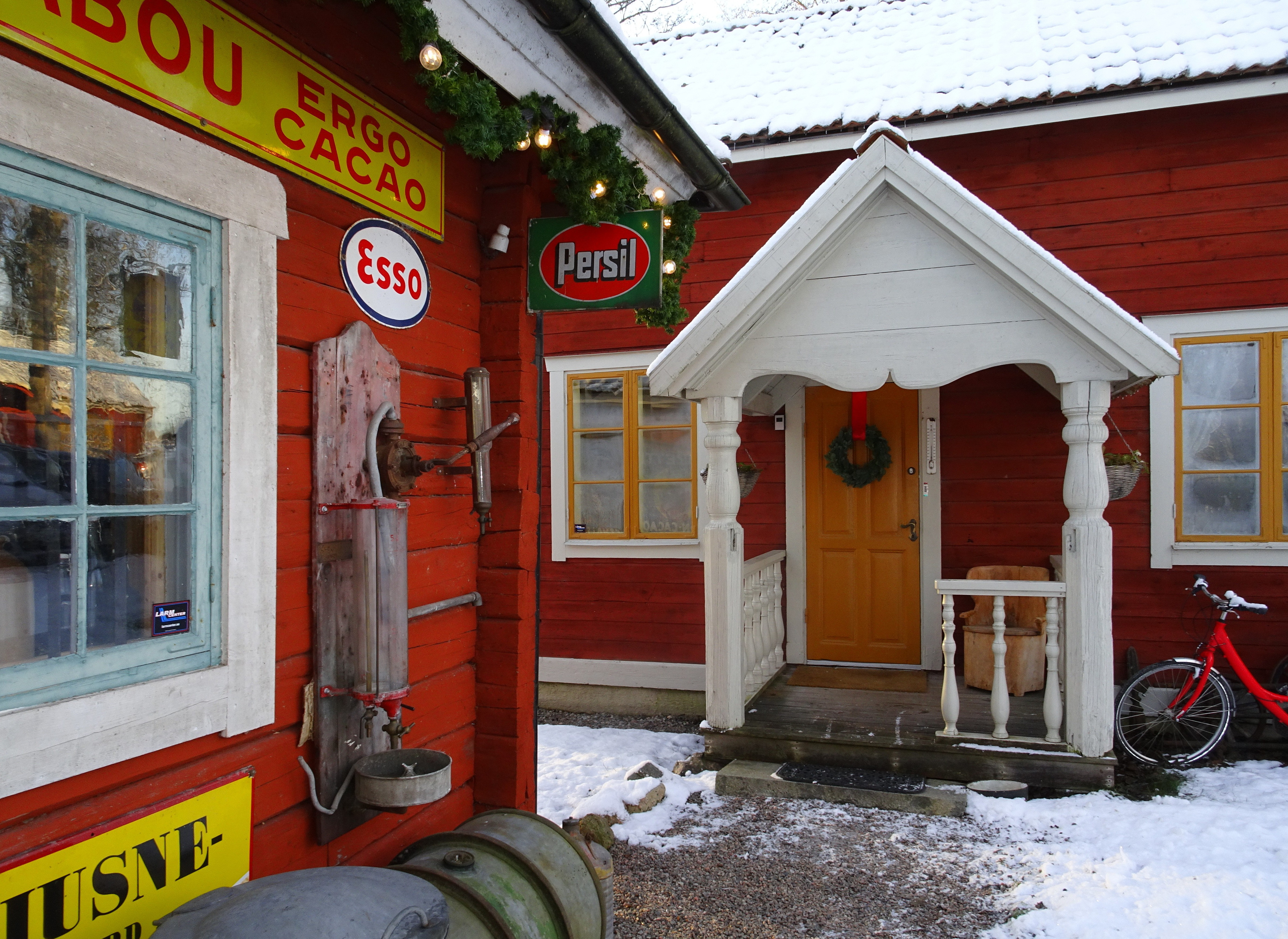
Museum och lanthandel